# مارتن لاسارتي
مارتن بيرناردو لاسارتي اروسبيدي (بالإسبانية: Martín Bernardo Lasarte Arróspide)‏ هو لاعب كرة قدم أوروغواني سابق. ومدرب كرة قدم حالي.

## مسيرته كلاعب
قضى لاسارتي في الملاعب 15 عامًا لاعبًا في صفوف أندية الأوروغواي رينتيستاس وسنترال إسبانيول ورامبلا جونيورز وديفينسور سبورتنج، رحل بعدها للاحتراف الأوروبي، ولعب في ديبورتيفو لاكورونيا الذي كان ينافس في القسم الثاني من الدوري الإسباني وقتها، ونجح في قيادته للصعود لدوري الدرجة الأولى بعد ثلاث سنوات ثم قرر العودة بعد ذلك لأوروجواي لاختتام مسيرته في بلده، فانضم لديفينسور ثم رينتيستاس ثم رامبلا جونيورز الذي اعتزل به عام 1996.

## بطولاته كلاعب
لم يحصل لاسارتي إلا على بطولتين فقط وهو لاعب، كانتا مع فريق ناسيونال الأوروجواياني هما كوبا ليبرتادوريس 1988 وكأس الإنتركونتنينتال في نفس العام، وهذه البطولة الثانية هي الموازية لكأس العالم للأندية في وقتنا الحالي، وكانت تُلعب من مباراةٍ واحدةٍ تجمع بين بطل أوروبا وبطل أمريكا الجنوبية.
| البطولة              | الفريق              | الموسم |
| -------------------- | ------------------- | ------ |
| كوبا ليبرتادوريس     | ناسيونال - أوروجواي | 1988   |
| كأس الإنتركونتنينتال | ناسيونال - أوروجواي | 1988   |

## مسيرته التدريبية
بدأ لاسارتي حياته المهنية في مجال التدريب وعمره 35 عامًا، عندما قاد رامبلا جونيوز الأوروجوياني عام 1996 لاحتلال المركز الثاني في الدوري الأوروغوياني الممتاز، ثم بعدها قاد رينتيستاس وبيلا فيستا.
تولى قيادة الوصل الإماراتي عام 2002، خلال هذه الفترة كان الوصل محتلًا المركز الأخير بالدوري، لكنه نجح في قيادته للمركز الخامس بنهاية الموسم.
وفي عام 2003، قاد لاسارتي فريق ريفر بليت، وصعد به للدوري الممتاز في موسمه الثاني، ثم تولى المسؤولية الفنية لناسيونال ديمونتيفيدو وبعد التتويج ببطولتين رحل عنه في موسم 2006-2007 بعدما احتل المركز الخامس.
وفي تجربة استمرت لمدة أقل من شهرين فقط، عمل مدربًا لميلوناريوس الكولومبي.
في عام 2009، قاد ريال سوسيداد الإسباني واستمرت حتى عام 2011، وفي أول موسم له معه قاده للعودة إلى دوري الدرجة الأولى رغم غيابه عنه لمدة ثلاث سنوات، وكاد الأوروجوياني أن يحقق إنجازًا معه موسم 2010-2011، حيث كان في الدور الأول من الموسم قريبًا من المراكز المؤهلة إلى دوري أبطال أوروبا، إلا أنه مع نهاية الموسم ظل يصارع الهبوط حتى الجولة الأخيرة.
اكتشف لاسارتي أنطوان جريزمان لاعب أتلتيكو مدريد الحالي، والذي قاد فرنسا للتتويج بكأس العالم روسيا 2018، حيث قام بتصعيده إلى الفريق الأول عقب توليه المسؤولية بشهر واحد.
بعد فترته في إسبانيا خاض تجربيتين بتشيلي مع فريقي يونفرسيداد كاتوليكا ويونفرسيداد دي تشيلي، وكانت آخر تجاربه مع فريقه الأسبق ناسيونال الأوروجوياني والذي رحل عنه في ديسمبر2017.
في ديسمبر 2018 تم إعلان مارتن لاسارتي مدرباً للنادي الأهلي المصري خلفًا للفرنسي باتريس كارتيرون.
في 11 يناير 2021 تم الإعلان عن تعيينه مديرًا فنيا لفريق تشيلي لكرة القدم.

## بطولاته كمدرب
| البطولة                               | الفريق                 | الموسم        |
| ------------------------------------- | ---------------------- | ------------- |
| الدوري الأوروجواياني - الدرجة الأولى  | ناسيونال - أوروجواي    | 2005, 2005–06 |
| الدوري الأوروجواياني - الدرجة الثانية | ناسيونال - أوروجواي    | 2004          |
| الدوري الإٍسباني - الدرجة الثانية      | ريال سوسيداد - إسبانيا | 2009–10       |
| الدوري التشيلي                        | يونيفيرسيداد دي تشيلي  | 2014          |
| كأس تشيلي                             | يونيفيرسيداد دي تشيلي  | 2015          |
| كأس السوبر التشيلي                    | يونيفيرسيداد دي تشيلي  | 2015          |
| الدوري المصري                         | الاهلي المصري          | 2019          |

## روابط خارجية
- مارتن لاسارتي على موقع قاعدة بيانات كرة القدم.إي يو (الإنجليزية)
- مارتن لاسارتي على موقع Soccerway.com (الإنجليزية)
- مارتن لاسارتي على موقع عالم كرة القدم.نت (الإنجليزية)